# Synagoga chasydów z Mszczonowa w Piotrkowie Trybunalskim
Synagoga chasydów z Mszczonowa w Piotrkowie Trybunalskim – synagoga znajdująca się w Piotrkowie Trybunalskim na rogu ulic Starowarszawskiej i Farnej.
Synagoga została założona w XIX bądź na początku XX wieku przez chasydów z Mszczonowa, zwolenników cadyków z dynastii Kaliszów. Podczas II wojny światowej hitlerowcy zdewastowali synagogę. Obecnie pomieszczenie po niej jest wykorzystywane do innych celów.